# خزان حرارة

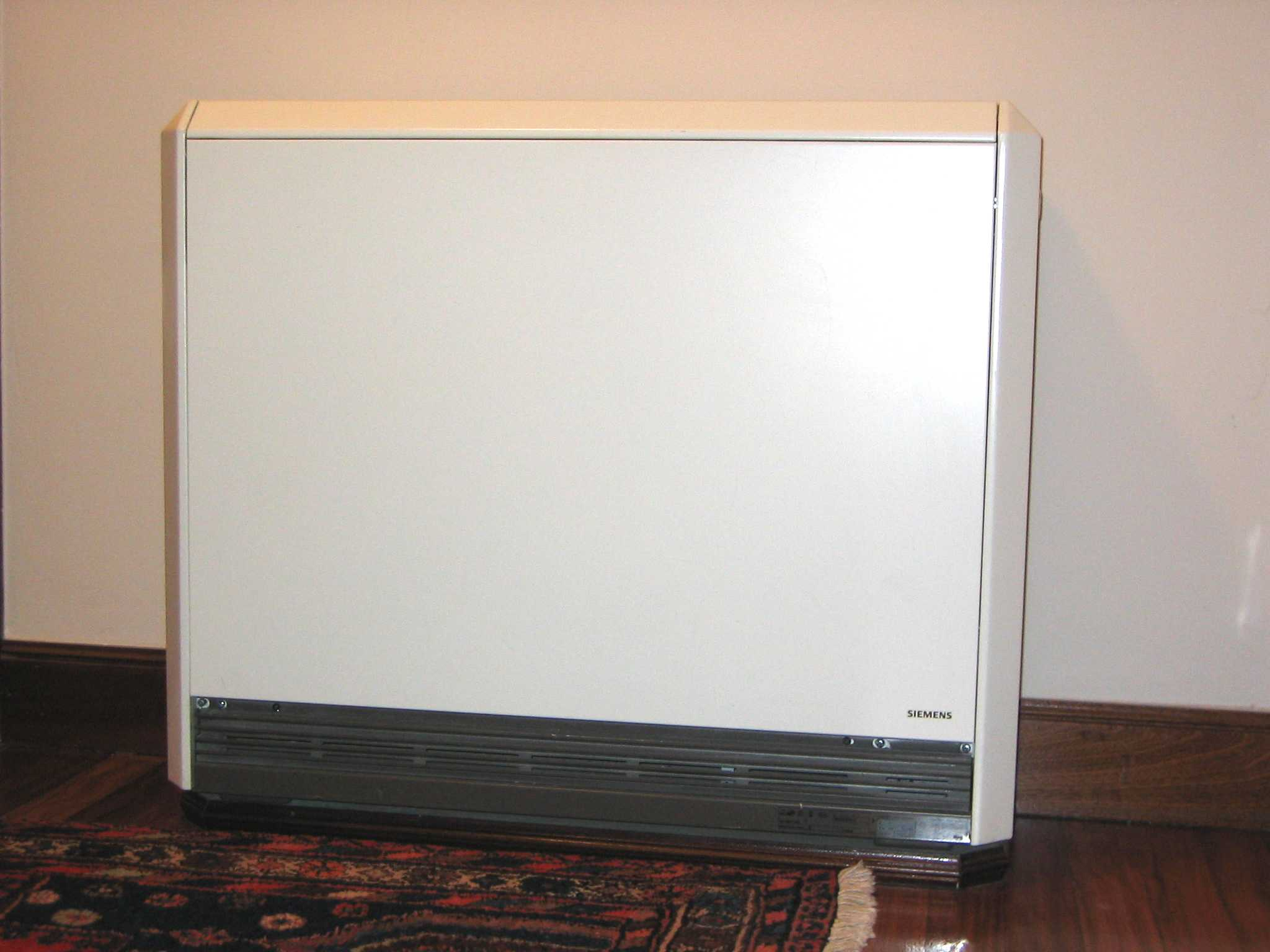
خزان حرارة منزلي يستخدم رقاقة الكهرباء الليلية لتدفئة السيراميك الذي يطلق هذه الحرارة أثناء الليل.

خزان الحرارة هو سخان كهربائي يقوم بتخزين الطاقة الحرارية خلال المساء، أو ليلاً حيث تتوفر كهرباء التحميل الأساسي بتكلفة أقل، ويقوم بإطلاق هذه الحرارة أثناء النهار حسب الحاجة.

## مبدأ التشغيل
في المعتاد، تتكون سخانات تخزين الحرارة من قراميد طينية أو أي مادة أخرى من خزف، أو الحوائط الأسمنتية أو خزانات المياه. وتُستخدم هذه المادة كخزان حراري. كما توجد عناصر حرارية كهربائية مضمنة في المادة التي يمكن تشغيلها لتسخين المادة ومن ثم تخزين الحرارة.
ويتم إخراج الحرارة المخزنة باستمرار (من خلال الإشعاع الحراري والتحميل الحراري). ولتسريع عملية النقل الحراري عادة يتم تزويد خزانات الحرارة بمراوح ميكانيكية يمكنها نقل الهواء عبر السخان، وعادة يتم التحكم في المراوح من خلال الترموستات.

## الاستخدام

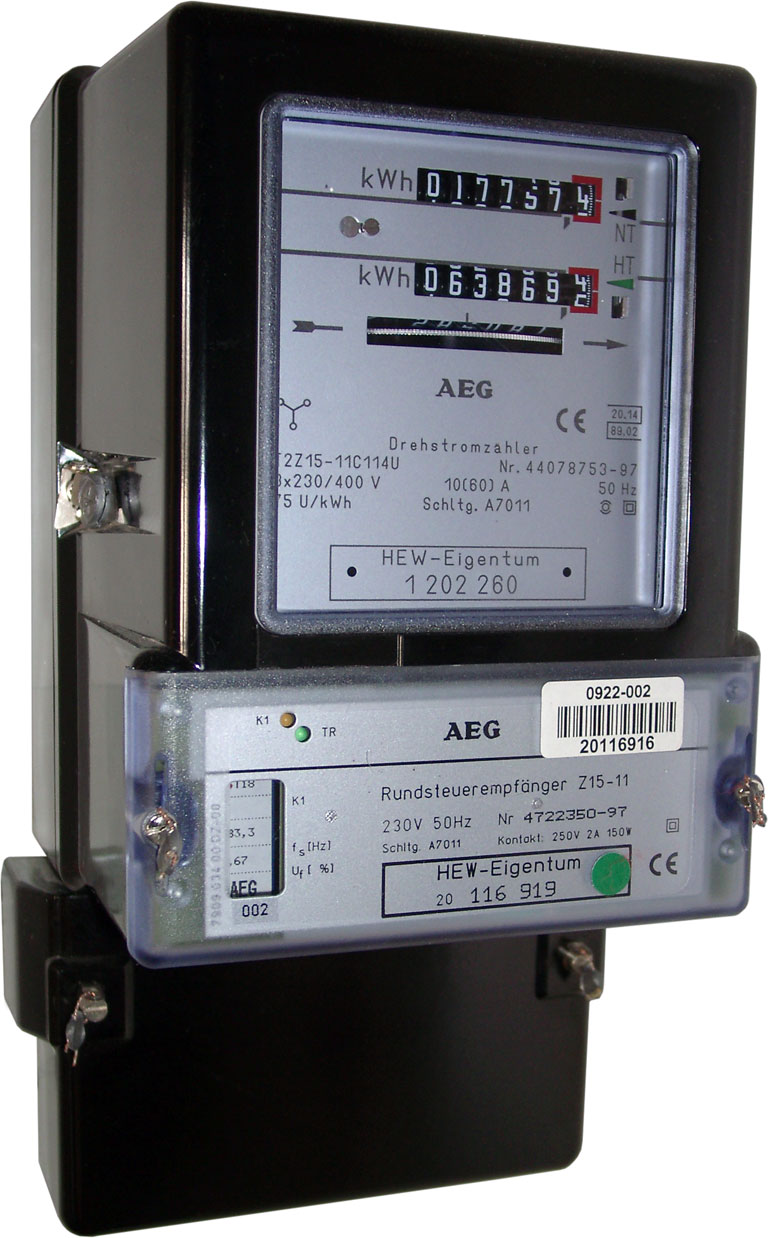
يتم استخدام مقياس كهرباء ثنائي التعريفة يقوم بتسجيل الكهرباء المستخدمة خلال فترة عدم الذورة بشكل منفصل ليتم حساب تكلفة الكهرباء بسعر أقل.

عادة يتم استخدام خزانات الحرارة بالاشتراك مع مقياس كهربائي ثنائي التعريفة يقوم بتسجيل الكهرباء المستخدمة خلال فترات عدم الذروة بشكل منفصل ليتم حساب تكلفة الكهرباء بسعر أقل. ولتتمكن من الاستفادة من الأسعار الأقل، يجب أن يكون المنزل مسجلاً على تعريفة كهربائية خاصة. وفي معظم الدول، تعتبر خزانات الحرارة اقتصادية فقط (مقارنة بالأشكال الأخرى من التسخين) عندما تستخدم من خلال هذه التعريفة الخاصة. في المملكة المتحدة تعتبر تعريفة اقتصادي 7 هي التعريفة المناسبة.
عادة تتضمن خزانات الحرارة وحدتي تحكم - وحدة تحكم في الشحن (عادة تعرف بـ "الإدخال")، والتي تتحكم في كمية الحرارة المخزنة، ووحدة تحكم في السحب (عادة يطلق عليها "الإخراج")، والتي تتحكم في المعدل الذي يتم عنده إطلاق الحرارة. ويستطيع المستخدم التحكم في وحدتي التحكم هاتين، كما يمكن تشغيلهما بمجرد أن يحدد المستخدم درجة حرارة الغرفة المستهدفة على الترموستات.
كما يمكن أن تتضمن خزانات الحرارة أيضًا وجود سخان كهربائي (يستخدم إما سخانات المقاومة أو مضخات الحرارة)، والتي يمكن استخدامها لزيادة الانبعاث الحراري. وتكون تكلفة هذه الحرارة الإضافية مرتفعة، حيث إنها تحدث أثناء وقت التعريفة العالية بالنهار.

## مقارنة مع أنظمة التدفئة الأخرى

### المزايا
- على الرغم من أن مخازن الحرارة، التي تعتبر أكثر تكلفة من أنظمة التسخين الأخرى التي تستخدم الغاز أو الزيت للتدفئة، إلا أنها تعتبر أرخص من تشغيل نفس كمية الكهرباء للتسخين باستخدام أسعار الكهرباء العادية.
- عادة ما يقوم مستخدمو التسخين المركزي بالغاز وبعض الأنظمة الأخرى بإيقاف تشغيل التسخين خلال فترة الليل كإجراء توفيري، لتكون نتيجة ذلك برودة المنزل ليلاً وفي الصباح الباكر؛ ولكن بفضل تشغيل خزانات الحرارة الليلية يظل المنزل دافئًا في هذه الأوقات.
- يسمح استخدام خزان الحرارة بوجود المنازل في المناطق التي لم تصل إليها أنظمة توزيع الغاز الطبيعي دون الحاجة إلى سداد مبالغ كبيرة لفواتير الكهرباء المستخدمة للتدفئة،
- تكون التكلفة الإجمالية لخزان الحرارة الليلي منخفضة نسبيًا، وتركيب هذا النظام أسهل بكثير من التركيب المبدئي لغلايات الغاز والأنابيب وأجهزة الإشعاع المستخدمة مع الغاز. ويعتبر هذا الأمر من المزايا الهامة عند تجديد المباني القديمة التي لا تتضمن وحدات للتدفئة المركزية.
- مقارنة بأنظمة التدفئة المركزية التي تعمل بالغاز، يمكن أن نقول أن مخازن الحرارة الليلية قد لا تحتاج إلى صيانة، مما يعني وجود المزيد من تخفيض التكلفة.